# La perdición de los hombres
La perdición de los hombres es una película cómica mexicana de 2000 dirigida por Arturo Ripstein.

## Argumento
Dos hombres saltan detrás de unos cactus y golpean a un hombre en la cabeza con una piedra. Luego llevan el cuerpo a la cabaña del muerto y se sientan con su cuerpo durante la noche mientras hablan, se quejan y bailan. Más tarde, en la estación de policía, dos mujeres vienen a reclamar el cuerpo: una esposa amargada y venenosa y una mujer más joven y bonita. Luchan y pelean hasta que uno de ellos se hace cargo del cuerpo. Más tarde averiguamos por qué fue asesinado el homónimo "Rey del béisbol".

## Reparto
- Patricia Reyes Spíndola como Axe Face
- Rafael Inclán como el otro hombre
- Luis Felipe Tovar como el hombre
- Carlos Chávez como uno que viene
- Leticia Valenzuela como la otra mujer
- Marco Zapata como el hijo de la otra mujer
- Alejandra Montoya como Moon face

## Premios y distinciones
Festival Internacional de Cine de San Sebastián
| Año  | Categoría                         | Resultado |
| ---- | --------------------------------- | --------- |
| 2000 | Concha de Oro a la mejor película | Ganador   |
| 2000 | Premio al mejor guion             | Ganador   |
| 2000 | Premio FIPRESCI                   | Ganador   |

Festival de Cine de Gramado
| Año  | Categoría                       | Resultado |
| ---- | ------------------------------- | --------- |
| 2002 | Kikito de Oro a mejor película  | Ganador   |
| 2002 | Kikito de Oro a mejor dirección | Ganador   |